# Dionis din Halicarnas
Dionysios din Halikarnas (în greacă: Διονύσιος Ἀλεξάνδρου Ἀλικαρνᾱσσεύς) a fost un critic literar și istoric grec care a trăit pe la sfârșitul secolului I î.Hr. și începutul secolului I d.Hr, în perioada lui Cezar August.
Din anul 30 î.Hr., a trăit la Roma.

## Opera
- Studiu asupra vechilor oratori ("Peri ton arhàion rhetoron hypmnonèmata");
- Despre aranjarea cuvintelor ("Peri synthèseos onomàton");
- Despre forța stilului lui Demostene ("Peri tès lektikès Demosthènous");
- Despre imitație ("Peri mimèseos");
- Antichitățile romane ("Romaikè arhaiologhìa").

În această ultimă lucrare este tratată originea Imperiului Roman.
Astfel, despre traci, Dionis din Halicarnas scrie că o parte din aceștia au sosit în Italia înainte de venirea etruscilor și s-au amestecat cu aborigenii și că probabil ar fi fost primii locuitori ai Lațiului.
Opera sa critică, apropiată de erudiția alexandrinilor, este continuatoare a celei lui Teofrast mai ales prin încercarea de a sesiza trăsăturile caracteristice ale lucrurilor și ale oamenilor.
Dionis din Halicarnas a dezvoltat marea tradiție clasică contribuind la impunerea criticii ca gen distinct în Imperiul Roman.